# KV19

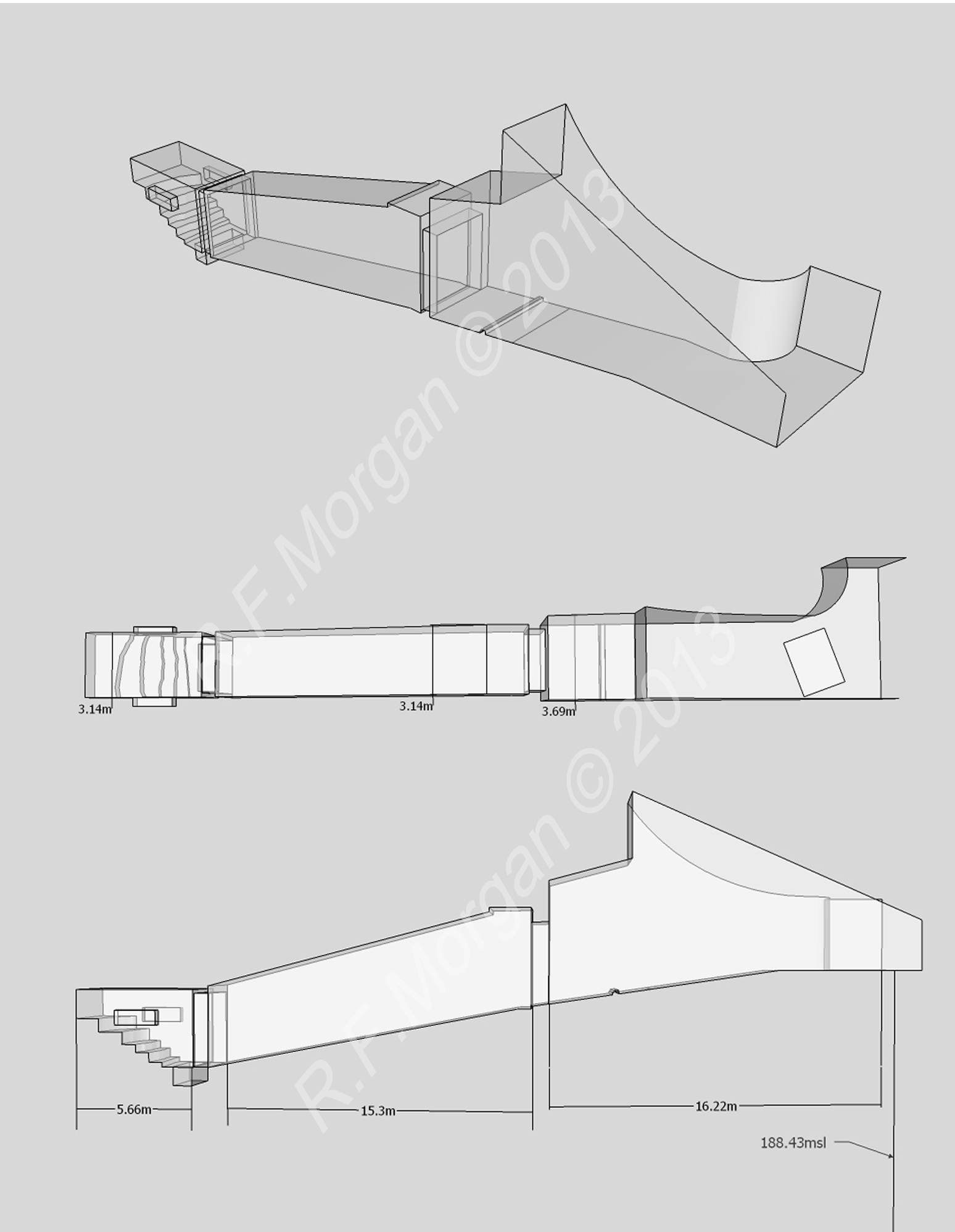
Hình ảnh của KV19 lấy từ một mô hình 3d

Ngôi mộ KV19 nằm trong một nhánh của Thung lũng của các vị Vua, Ai Cập được dự định như là nơi chôn cất của hoàng tử Ramsses Sethherkhepshef, được biết đến như là Pharaon Ramesses VIII, nhưng sau đó đã sử dụng cho việc chôn cất của hoàng tử Mentuherkhepshef là con trai của Ramesses IX, người chết trước cha.
Đồ trang trí ngôi mộ cho thấy các chủ sở hữu của ngôi mộ được hộ tống bởi cha và trình bày bởi một số vị thần, bao gồm cả Osiris, Khonsu, Thoth và Ptah. Những vật trang trí vẫn còn trong hành lang này được coi có chất lượng cao nhất.